# Арсаций
Арсаций (на латински: Arsacius) е генерал на Западната Римска империя през 5 век.
През 409 г. той е magister militum заедно с Варан.